# Kurze und lange Hessen

Geografischer Verlauf der Altstraßen "Kurze und lange Hessen"

Die Straßen „durch die kurzen Hessen“ und „durch die langen Hessen“ waren zwei Altstraßen, auf denen man im Mittelalter von Frankfurt am Main kommend über Eisenach nach Leipzig reisen konnte. Der Name dieser Altstraßen kam von der Länge der Strecke, die auf dem Hoheitsgebiet der Landgrafschaft Hessen zurückgelegt werden musste. Die Straße „durch die langen Hessen“ führte mitten durch Hessen (Frankfurt – Kleinlinden – Treysa – Homberg – Spangenberg – Waldkappel – Creuzburg – Eisenach), während „durch die kurzen Hessen“ teilweise durch hersfeldisches Gebiet verlief (Frankfurt – Friedberg – Grünberg – Alsfeld – Hersfeld – Eisenach). Bei der zuletzt genannten Straße hatte man daher den kürzeren Weg durch Hessen. Eine dritte Altstraße war die Via Regia von Frankfurt durch das Kinzigtal nach Fulda und Eisenach und weiter nach Leipzig.
Die Altstraßen waren Naturwege, die die trockenen Höhen bevorzugten und die Niederungen mieden, da deren Befahrbarkeit zu sehr von der Witterung abhängig war. Es handelte sich weniger um Straßen im heutigen Sinne, eher um sich auffächernde und am gemeinsamen Ziel wieder zusammenführende Straßenspinnen, wie sie auf der Karte der Messestraßen des 16. Jahrhunderts (siehe Abschnitt Weblinks) erkennbar sind.

## Wegführungen

Schematische Darstellung des Verlaufs beider Altstraßen

### Durch die kurzen Hessen
| \| \| \| Mainz \| \| \| \| Frankfurt am Main \| \| \| \| zu den langen Hessen \| \| \| \| Friedberg \| \| \| \| Hungen \| \| \| \| Grünberg \| \| \| \| Romrod \| \| \| \| Alsfeld \| \| \| \| Eifa \| \| \| \| Grebenau \| \| \| \| Breitenbach am Herzberg \| \| \| \| Niederaula \| \| \| \| Hersfeld \| \| \| \| Berka \| \| \| \| von den langen Hessen \| \| \| \| Eisenach \| \| \| \| weiter nach Leipzig \| |  |                         |                         |
| Betriebsstelle Streckenanfang |  | Mainz                   | Mainz                   |
| Dienststation / Betriebs- oder Güterbahnhof |  | Frankfurt am Main       | Frankfurt am Main       |
| Abzweig geradeaus und ehemals nach links |  | zu den langen Hessen    | zu den langen Hessen    |
| Blockstelle |  | Friedberg               | Friedberg               |
| Blockstelle |  | Hungen                  | Hungen                  |
| Blockstelle |  | Grünberg                | Grünberg                |
| Blockstelle |  | Romrod                  | Romrod                  |
| Blockstelle |  | Alsfeld                 | Alsfeld                 |
| Blockstelle |  | Eifa                    | Eifa                    |
| Blockstelle |  | Grebenau                | Grebenau                |
| Blockstelle |  | Breitenbach am Herzberg | Breitenbach am Herzberg |
| Blockstelle |  | Niederaula              | Niederaula              |
| Blockstelle |  | Hersfeld                | Hersfeld                |
| Blockstelle |  | Berka                   | Berka                   |
| Abzweig geradeaus und ehemals von links |  | von den langen Hessen   | von den langen Hessen   |
| Dienststation / Betriebs- oder Güterbahnhof |  | Eisenach                | Eisenach                |
| Betriebs-/Güterbahnhof Strecke ab hier außer Betrieb |  | weiter nach Leipzig     | weiter nach Leipzig     |

Von Friedberg, einer alten Reichs- und Messestadt nördlich von Frankfurt, führt die Straße über Dorheim und Wölfersheim nach Berstadt und weiter über Utphe und Inheiden nach Hungen. Über den Hessenbrückenhammer, eine Furt durch den Oberlauf der Wetter, zwischen Wetterfeld und Münster über die Hohe Straße vorbei an Lauter geht es weiter nach Grünberg und anschließend über Ruppertenrod, Ermenrod und Romrod nach Alsfeld. Stationen nach Alsfeld sind Eifa, Grebenau und Breitenbach am Herzberg. Über Niederjossa geht es nach Asbach und weiter nach Hersfeld. Hinter Hersfeld folgen Friedewald, Kleinensee, Dankmarshausen, Berka, Herda und schließlich Eisenach.
Von Hungen nach Grünberg folgt sie der heutigen L3007.
Die heutige B 62 folgt zwischen Alsfeld und Friedewald etwa ihrem früheren Verlauf. Die Altstraße verlief allerdings auf den Anhöhen oberhalb der heutigen Bundesstraße.

### Durch die langen Hessen
| \| \| \| Frankfurt am Main \| \| \| \| Butzbach \| \| \| \| Großen-Linden \| \| \| \| Ebsdorf \| \| \| \| Kirchhain \| \| \| \| Treysa \| \| \| \| Homberg \| \| \| \| Bischofferode \| \| \| \| Waldkappel \| \| \| \| Ifta \| \| \| \| Eisenach \| |  |                   |                   |
| ehemaliger Dienststation / Betriebs- oder Güterbahnhof |  | Frankfurt am Main | Frankfurt am Main |
| Blockstelle |  | Butzbach          | Butzbach          |
| Blockstelle |  | Großen-Linden     | Großen-Linden     |
| Blockstelle |  | Ebsdorf           | Ebsdorf           |
| Blockstelle |  | Kirchhain         | Kirchhain         |
| Blockstelle |  | Treysa            | Treysa            |
| Blockstelle |  | Homberg           | Homberg           |
| Blockstelle |  | Bischofferode     | Bischofferode     |
| Blockstelle |  | Waldkappel        | Waldkappel        |
| Blockstelle |  | Ifta              | Ifta              |
| ehemaliger Dienststation / Betriebs- oder Güterbahnhof |  | Eisenach          | Eisenach          |

Ab Frankfurt bis Butzbach haben die langen Hessen denselben Verlauf wie die Weinstraße, entweder auf der östlichen Route entlang des Taunus über Bonames, Ober-Erlenbach, Burgholzhausen vor der Höhe, Ober-Rosbach, Ostheim und Nieder-Weisel oder auf der mittleren Route über Massenheim und Ober-Wöllstadt, Friedberg und Nauheim nach Butzbach.
Von Butzbach aus ging es weiter nach Kirch-Göns, Langgöns, Großen-Linden, Kleinlinden und Staufenberg. In Staufenberg verließ die Straße durch die langen Hessen das Lahntal, die Weinstraße und auch den Lahnhöhenweg und wandte sich dem Ebsdorfergrund zu, an Hachborn, Ebsdorf und Wittelsberg vorbei durch eine Furt der Ohm zunächst Richtung Amöneburg und Stadtallendorf. In späteren Zeiten, nachdem der Ebsdorfergrund hessisch geworden war (14. Jahrhundert) wurde der Verkehr in Wittelsberg an Amöneburg vorbei Richtung Kirchhain gelenkt. Von Kirchhain ging es dann weiter nach Momberg und Treysa, Frielendorf, Homberg, in Morschen überquerte man die Fulda, dann ging es weiter nach Spangenberg, Bischofferode, Hetzerode, Waldkappel, Netra, Ifta, Creuzburg (steinerne Werrabrücke von 1223) und schließlich ebenfalls Eisenach.